# Austrodontura
Austrodontura är ett släkte av insekter. Austrodontura ingår i familjen vårtbitare.
Kladogram enligt Catalogue of Life:
| Austrodontura | \| \| Austrodontura capensis \| \| \| \| \| \| Austrodontura raggei \| \| \| \| |
|               | \| \| Austrodontura capensis \| \| \| \| \| \| Austrodontura raggei \| \| \| \| |
|               | Austrodontura capensis                                                          |
|               |                                                                                 |
|               | Austrodontura raggei                                                            |
|               |                                                                                 |